# Municipio de Springfield (Illinois)
El municipio de Springfield (en inglés: Springfield Township) es un municipio ubicado en el condado de Sangamon en el estado estadounidense de Illinois. En el año 2010 tenía una población de 6245 habitantes y una densidad poblacional de 168,2 personas por km².

## Geografía
El municipio de Springfield se encuentra ubicado en las coordenadas 39°50′28″N 89°39′33″O / 39.84111, -89.65917. Según la Oficina del Censo de los Estados Unidos, el municipio tiene una superficie total de 37.13 km², de la cual 36.43 km² corresponden a tierra firme y (1.89%) 0.7 km² es agua.

## Demografía
Según el censo de 2010, había 6245 personas residiendo en el municipio de Springfield. La densidad de población era de 168,2 hab./km². De los 6245 habitantes, el municipio de Springfield estaba compuesto por el 86.52% blancos, el 8.97% eran afroamericanos, el 0.5% eran amerindios, el 0.45% eran asiáticos, el 0.05% eran isleños del Pacífico, el 0.51% eran de otras razas y el 3.01% pertenecían a dos o más razas. Del total de la población el 1.75% eran hispanos o latinos de cualquier raza.